# Les Pechs-du-Vers
Les Pechs-du-Vers es una comuna nueva francesa situada en el departamento de Lot, de la región de Occitania.

## Historia
Fue creada el 1 de enero de 2016, en aplicación de una resolución del prefecto de Lot de 29 de diciembre de 2015 con la unión de las comunas de Saint-Cernin y Saint-Martin-de-Vers, pasando a estar el ayuntamiento en la antigua comuna de Saint-Cernin.

## Demografía
| Gráfica de evolución demográfica de Les Pechs-du-Vers entre 1800 y 2013 |
|                                                                         |

Los datos entre 1800 y 2013 son el resultado de sumar los parciales de las dos comunas que forman la nueva comuna de Les Pechs-du-Vers, cuyos datos se han cogido de 1800 a 1999, para las comunas de Saint-Cernin y Saint-Martin-de-Vers de la página francesa EHESS/Cassini. Los demás datos se han cogido de la página del INSEE.

## Composición
| Comuna delegada      | Código INSEE | Población (2013) | Superficie (km²) | Densidad (hab./km²) |
| -------------------- | ------------ | ---------------- | ---------------- | ------------------- |
| Saint-Cernin         | 46252        | 188              | 16.28            | 12                  |
| Saint-Martin-de-Vers | 46275        | 98               | 9.93             | 10                  |